# Peace Is the Mission
Peace Is the Mission – trzeci album studyjny amerykańskiego projektu Major Lazer wydany 1 czerwca 2015, promowany przez single „Lean On” nagrany w kooperacji z DJ-em Snakem i MØ, „Powerful” oraz „Light It Up (Remix)”. Na albumie znajduje się także remiks piosenki „All My Love” ze ścieżki dźwiękowej do filmu Igrzyska śmierci.
Kilka miesięcy później została wydana reedycja albumu Peace Is the Mission o nazwie Peace Is The Mission (Extended).

## Lista utworów
| Nr | Tytuł utworu                                                       | Tekst                                                                                        | Produkcja                                  | Długość |
| -- | ------------------------------------------------------------------ | -------------------------------------------------------------------------------------------- | ------------------------------------------ | ------- |
| 1. | „Be Together” (feat. Wild Belle)                                   | Thomas Pentz, Andrew Swanson, Elliot Bergman, Natalie Bergman                                | Major Lazer, Djemba Djemba                 | 3:53    |
| 2. | „Too Original” (feat. Elliphant & Jovi Rockwell)                   | Pentz, Philip Meckseper, Ellinor Olovsdotter, Joelle Clarke                                  | Major Lazer, Wiwek                         | 3:27    |
| 3. | „Blaze Up the Fire” (feat. Chronixx)                               | Pentz, Meckseper, Jamar Rolando McNaughton Jr, Leighton Walsh                                | Major Lazer, Jr. Blender                   | 3:34    |
| 4. | „Lean On” (feat. MØ & DJ Snake)                                    | Pentz, Meckseper, Karen Marie Ørsted, William Griachine                                      | Major Lazer, DJ Snake                      | 2:56    |
| 5. | „Powerful” (feat. Ellie Goulding & Tarrus Riley)                   | Pentz, Maxime Picard, Clement Picard, Ilsey Juber, Fran Hall, Omar Riley                     | Major Lazer, Picard Brothers               | 3:26    |
| 6. | „Light It Up” (feat. Nyla)                                         | Pentz, Meckseper, Nailah Thorbourne, Sidney Swift, T-Baby, Reds                              | Major Lazer, Jr. Blender                   | 3:18    |
| 7. | „Roll the Bass” (feat. Randy Valentine & Taranchyla)               | Pentz, Meckseper, Boaz de Jong, Ronald Fritz Jr, Ashanti Reid                                | Major Lazer, Boaz van de Beatz             | 3:46    |
| 8. | „Night Riders” (feat. Travi$ Scott, 2 Chainz, Pusha T & Mad Cobra) | Pentz, Swanson, Jacques Webster, Tauheed Epps, Terrence Thornton Ewart Brown                 | Major Lazer, Djemba Djemba                 | 3:53    |
| 9. | „All My Love” (Remix) (feat. Ariana Grande & Machel Montano)       | Pentz, Meckseper, de Jong, Ørsted Ella Yelich-O'Connor, Ariana Grande-Butera, Machel Montano | Major Lazer, Boaz van de Beatz, Jr Blender | 3:49    |
|    |                                                                    |                                                                                              |                                            | 32:02   |

| Peace is the Mission (Extended) | Peace is the Mission (Extended)                      | Peace is the Mission (Extended) |
| Nr                              | Tytuł utworu                                         | Długość                         |
| ------------------------------- | ---------------------------------------------------- | ------------------------------- |
| 1.                              | „Light It Up” (Remix) (feat. Nyla & Fuse ODG)        | 2:46                            |
| 2.                              | „Boom” (feat. MOTi, Ty Dolla $ign, Wizkid & Kranium) | 3:06                            |
| 3.                              | „Wave” (feat. Kali Uchis)                            | 3:09                            |
| 4.                              | „Thunder & Lightning” (feat. Gent & Jawns)           | 3:57                            |
| 5.                              | „Lost” (feat. MØ) (cover Franka Oceana)              | 3:15                            |
|                                 |                                                      | 16:13                           |

Wersja na Płytę Gramofonową:

A1 Be Togeter

A2 Too Original

A3 Blaze Up The Fire

A4 Lean On

B1 Powerful

B2 Light It Up

B3 Roll The Bass

B4 Night Riders

## Notowania na listach przebojów
| Notowanie (2015)                            | Najwyższa pozycja |
| ------------------------------------------- | ----------------- |
| Australia (Top 50 Albums)                   | 5                 |
| Austria (Ö3 Austria Top 40)                 | 32                |
| Belgia (Ultratop 200 Albums, Flandria)      | 9                 |
| Belgia (Ultratop 200 Albums, Wallonia)      | 23                |
| Dania (Tracklisten)                         | 7                 |
| Holandia (Mega Album Top 100)               | 13                |
| Finlandia (Top 50 Albums)                   | 15                |
| Francja (SNEP)                              | 11                |
| Niemcy (Media Control Charts)               | 40                |
| Irlandia (Albums Chart)                     | 84                |
| Włochy (FIMI)                               | 26                |
| Nowa Zelandia (RIANZ)                       | 17                |
| Norwegia (VG-lista)                         | 8                 |
| Hiszpania (PROMUSICAE)                      | 71                |
| Szwecja (Sverigetopplistan)                 | 4                 |
| Szwajcaria (Alben Top 100)                  | 11                |
| Wielka Brytania (UK Albums Chart)           | 25                |
| Stany Zjednoczone (Billboard 200)           | 12                |
| Stany Zjednoczone (Dance/Electronic Albums) | 1                 |